# World Register of Marine Species
World Register of Marine Species (WoRMS) är en databas som syftar till att ge ett tillförlitligt och heltäckande lista över namnen på alla marina organismer.

## Innehåll
Innehållet i databasen redigeras och upprätthålls av vetenskapliga specialister inom varje organismergrupp. Man kontrollera kvaliteten på den information som samlas in från vetenskapliga tidskrifter och flera regionala och taxonspecifika databaser. WoRMS upprätthåller giltigt namn för alla marina organismer, men ger också information om synonymer och ogiltiga namn. Registret är dynamiskt och uppdateras allt eftersom nya arter upptäcks och beskrivs av forskare. Dessutom uppdateras nomenklatur och klassificering av befintliga arter när ny forskning publiceras.

## Historik
WoRMS grundades 2008 och växte fram ur det europeiska MarBEF Data System. Det är i första hand finansieras av Europeiska Unionen och drivs av Flanderns Marine Institute i Ostende, Belgien. WoRMS har inrättat formella avtal med flera andra projekt för biologisk mångfald, inklusive Global Biodiversity Information Facility och Encyclopedia of Life.
I februari 2016 innehöll WoRMS 230,389 giltigt marina arter, av vilka 221,026 kontrollerats.